# Seillans
Seillans (in occitano Selhan) è un comune francese di 2 602 abitanti situato nel dipartimento del Var della regione della Provenza-Alpi-Costa Azzurra. È un paesino arroccato su una montagna e, per andarci c'è una foresta di alberi da sughero con delle rocce rosse.

## Società

### Evoluzione demografica
Abitanti censiti